# Krönungslieder
Krönungslieder ist ein Walzer von Johann Strauss (Sohn) (op. 184). Das Werk wurde am 14. August 1856 in Pawlowsk in Russland erstmals aufgeführt und der Zarin gewidmet.